# Poelberg (Tielt)
De Poelberg is een 45 meter hoge heuvel, een straat en een ontmoetingscentrum op nagenoeg dezelfde locatie in de Belgische stad Tielt. De helling ligt op het Plateau van Tielt.
Op de top bevindt zich een voormalig klooster van de Zusters van 't Geloof met daaraan verbonden een schooltje en een Lourdesgrot met ommegang uit 1938. Op de Poelberg staat ook de Poelbergmolen uit 1726 die een beschermd monument is, de omgeving is dan weer beschermd landschap.
Tot halfweg de veertiende eeuw was er amper bewoning op de Poelberg. Het was er immers jachtgebied voor de edele heren. Verder ligt de verklaring voor de weinige bebouwing in het dichte eikenbos dat er toen stond. 
Het wijkschooltje sloot in 1985 de deuren. De gemeente Tielt kocht in 2004 het voormalig kloostercomplex, schoolgebouw en boomgaard, waarvan het oudste deel uit 1884 dateert. Na de restauratie werd het in 2011 heropend als bezoekerscentrum, cafetaria en toeristisch infopunt.
Ondanks zijn geringe hoogte heeft de Poelberg al veel zondagsfietsers verrast, want de amper 300 meter lange beklimming kent een verrassend steil percentage van gemiddeld 7,3 % en het steilste stuk bedraagt meer dan 10 %. In totaal worden 22 hoogtemeters overwonnen.
Aan de voet van de Poelberg liggen de Meikensbossen, een bos- en natuurgebied van het Agentschap voor Natuur en Bos.
Het wandelnetwerk Poelberg-Meikensbossen doet het gebied aan.
Nadat ze drie maanden vermist was, werd in 1984 het lijk aangetroffen van het aangerand en vermoord 13-jarige schoolmeisje Lieve Desmet uit Dentergem. Ze werd ontvoerd op de flanken van de Poelberg 

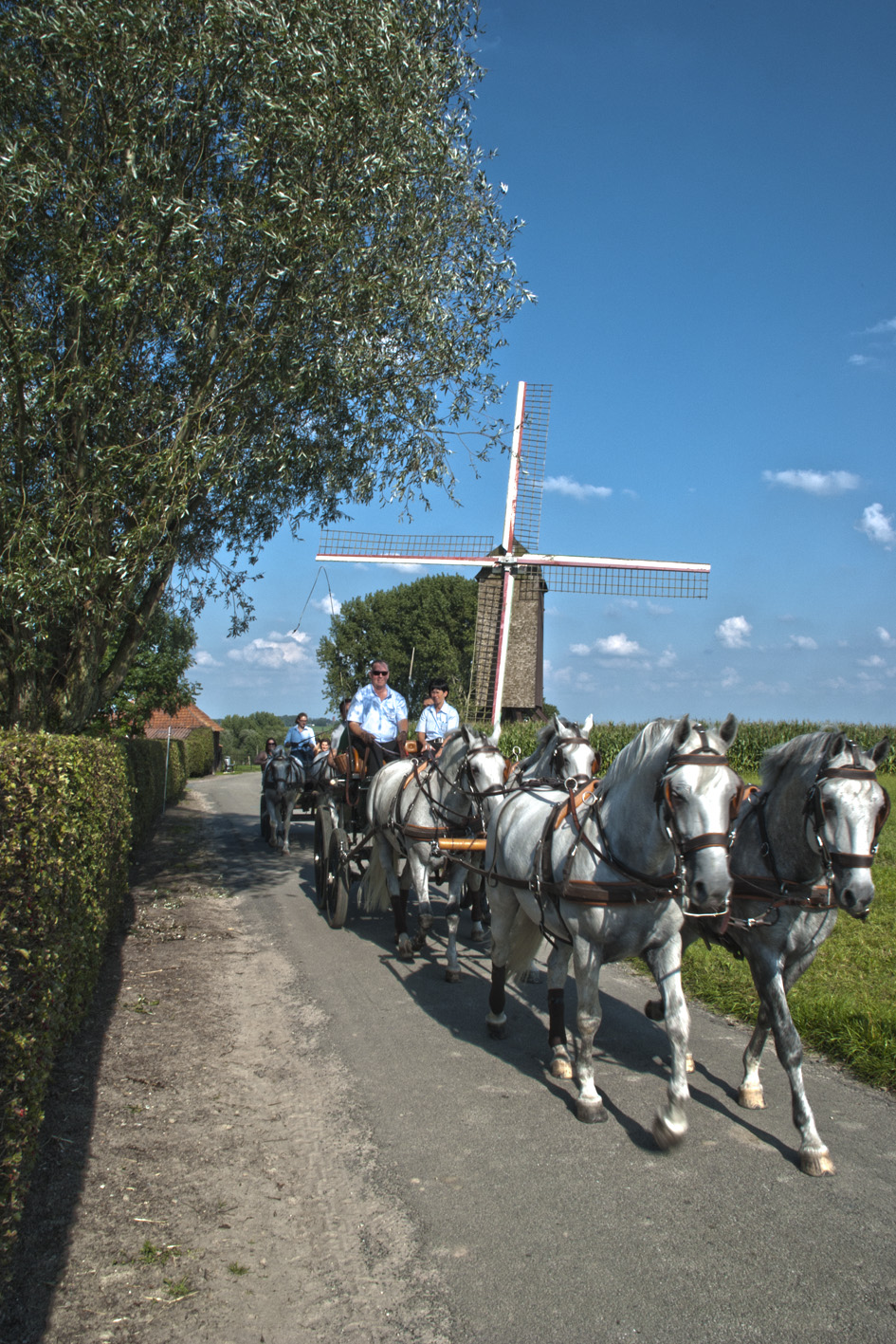
Poelbergmolen
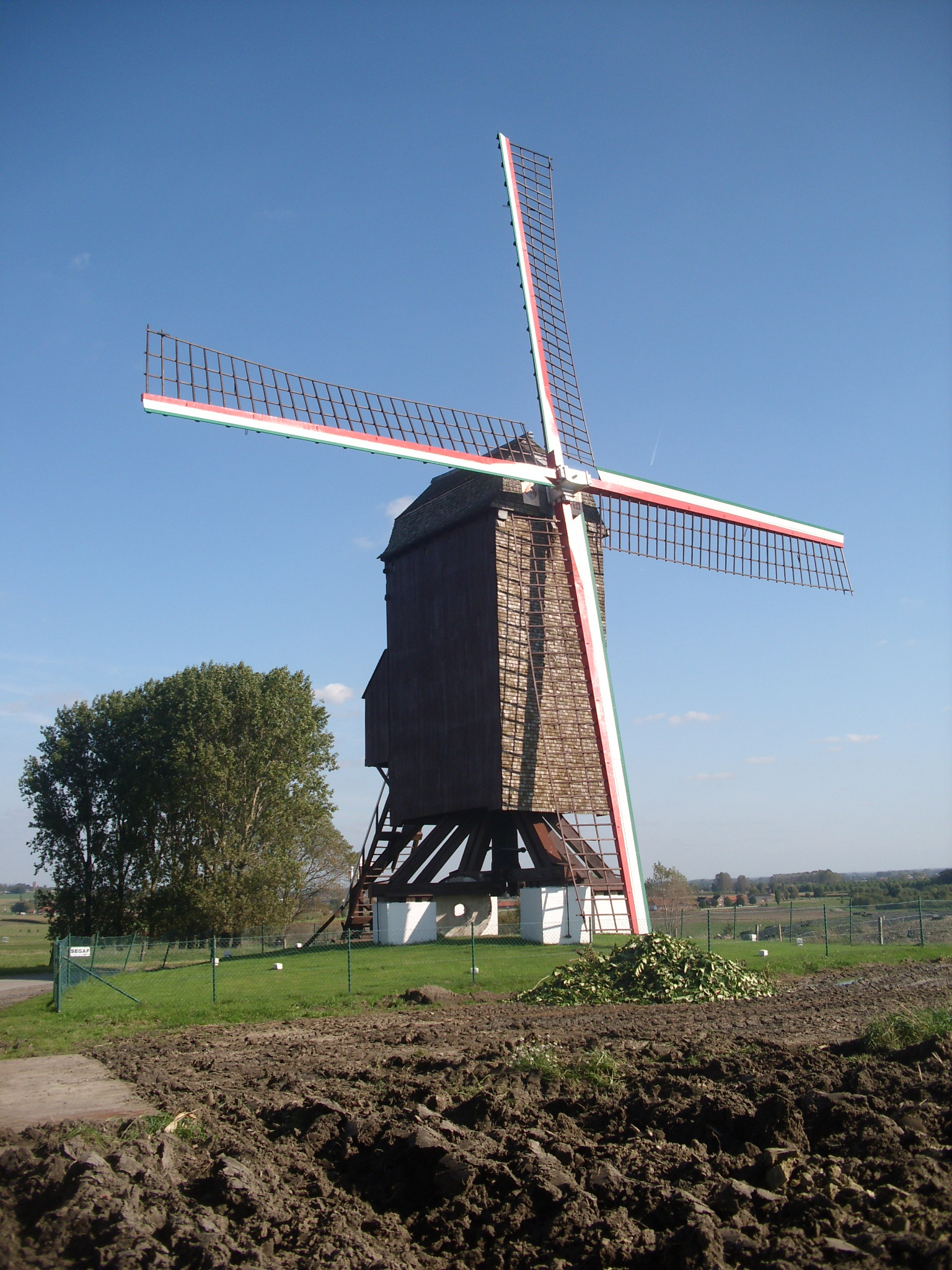
Poelbergmolen
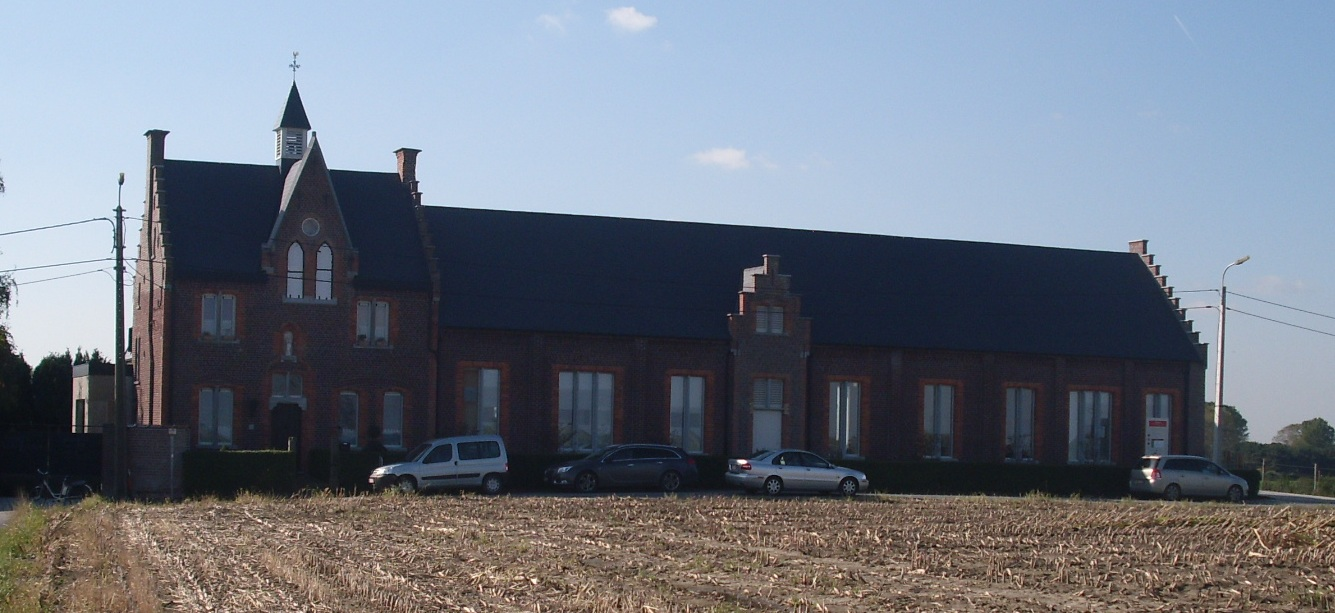
Ontmoetingscentrum De Poelberg
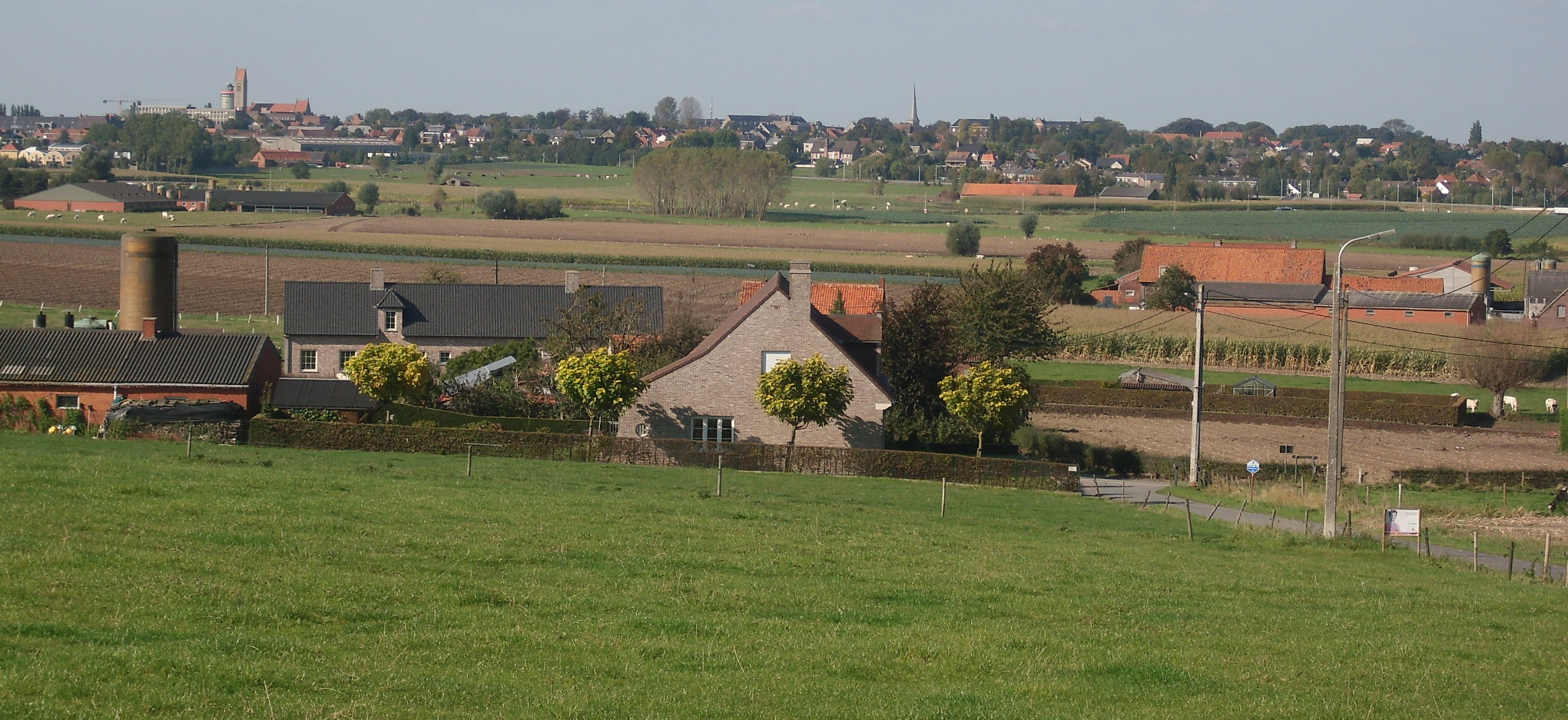
De stad Tielt gezien vanaf het Ontmoetingscentrum De Poelberg
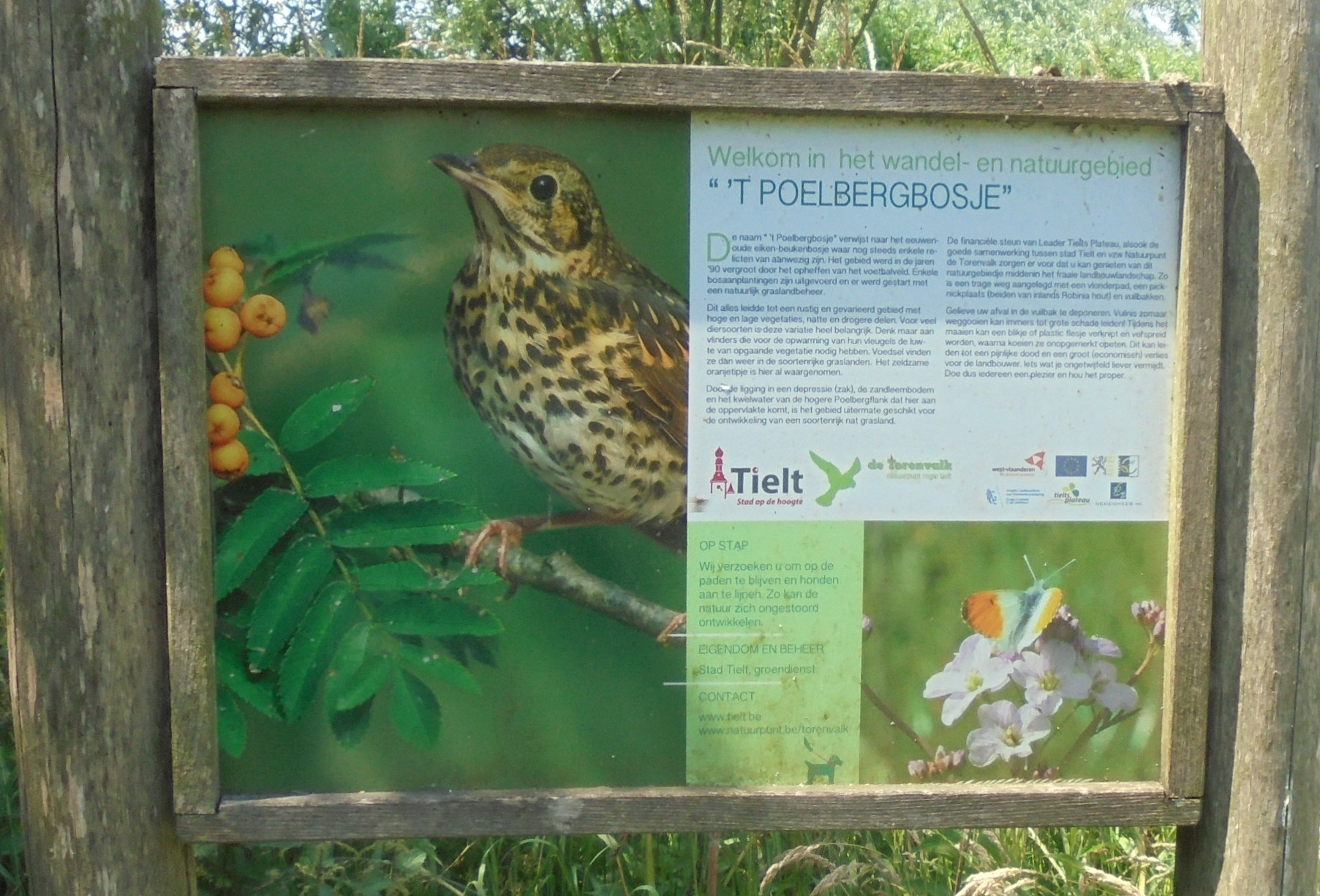
Natuurgebied Poelbergbosje
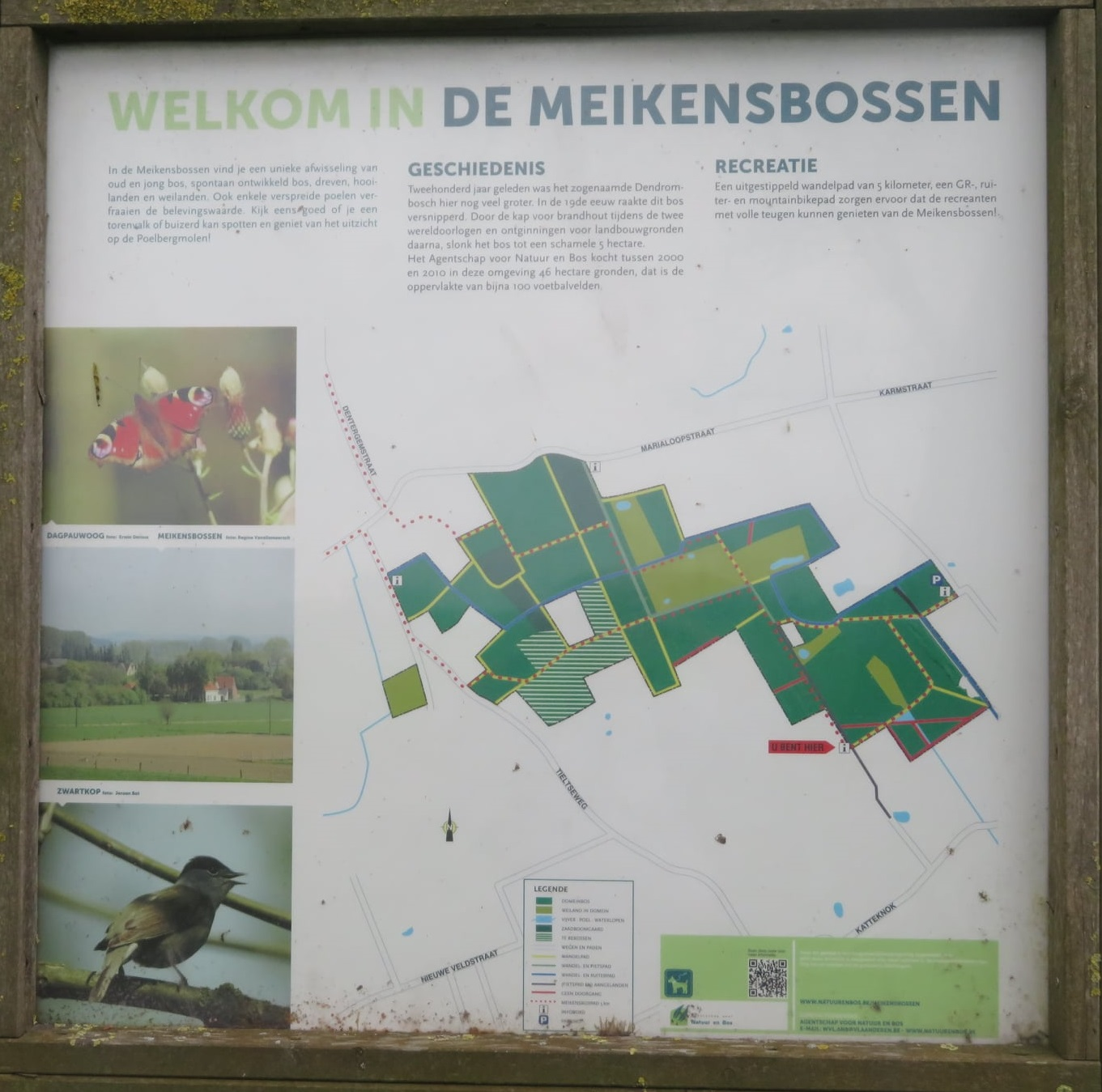
Natuurgebied Meikensbossen

## Wielrennen
De helling wordt opgenomen in diverse wielerwedstrijden. Ook heeft er enkele jaren een veldrit plaatsgevonden, de Poelbergcross.